# Fluorjev test
Fluorjev test, tudi Fluorov test je metoda določanja relativne starosti fosilnih kosti. Temelji na meritvah količine fluorja, ki se je nabral v njih medtem, ko so ležale v zemlji. Višja kot je vsebnost fluorja v kosteh, dlje so ležale v zemlji, torej so posledično starejše.
To metodo je mogoče uporabljati samo ob upoštevnaju krajevnih razmer, kajti vsebnost fluora v talnih vodah je zelo različna in je odvisna tako od podlage, kot od drugih dejavnikov. Fluorovi ioni, raztopljeni v talni vodi, se skupaj z vodo vpijajo v različne porozne materiale, iz katerih jih s fluorjevim testom odčitamo. Pri testu je treba upoštevati tudi dejstvo, da različni materiali, kot tudi različne kosti različno dobro vpijajo vodo. Tako je ta test dokaj nezanesljiv in je po navadi le opora arheologom pri določanju starosti nekega najdišča.